# Jacques Robert (écrivain)
Pour les articles homonymes, voir Robert et Jacques Robert.
Jacques Robert est un journaliste, écrivain, scénariste et dialoguiste français, né le 27 juin 1921 à Lyon et mort le 11 août 1997 au Petit-Quevilly.

## Biographie
Jacques Robert a d'abord été journaliste et effectue son premier reportage à dix-sept ans. En 1942, remarqué par Francis Carco, il publie son premier roman, Invitation à la vie. À la Libération, il parcourt l'Europe pour France Illustration et Samedi soir.
À Berlin, il est le seul journaliste occidental à descendre dans le bunker de Hitler en mai 1945. Il défendra plus tard la thèse que le dictateur allemand ne se serait pas suicidé dans un ouvrage édité en 1989, L'Évasion d'Adolf Hitler.
Il publie les premiers reportages sur l'Italie, la Finlande, la Hollande libérée, obtient un entretien avec Céline à Copenhague. Puis il publie une chronique parisienne dans Samedi soir.
Jacques Robert a été l'auteur de plus de 40 ouvrages, dont Ma clé des champs narrant son accession à la propriété de son prieuré du Vieil Évreux, la série de Si ma mémoire est bonne relatant ses années de grand reporter de guerre, puis son parcours professionnel en tant que journaliste au journal Samedi soir, dont le rédacteur en chef a été Pierre Lazareff, ou encore Jacques Chaban-Delmas.
Jacques Robert a été un écrivain européen souvent  porté à l'écran; cependant, de plus nombreux films ont été tournés en France à partir d’une œuvre de Georges Simenon. D'après le CNC (Centre national du cinéma et de l'image animée) plus de 180 adaptations cinématographiques ou télévisées de ses romans ont ainsi été réalisées en France. Une vingtaine des romans de Jacques Robert ont été adaptés au cinéma notamment Les Dents longues réalisé par Daniel Gélin, Quelqu'un derrière la porte avec Charles Bronson et Anthony Perkins. Son roman Marie-Octobre, paru en 1948, porté à l'écran par Julien Duvivier en 1958, a été un succès mondial, rassemblant quelques-unes des grandes vedettes de l'époque : Danielle Darrieux, Jeanne Fusier-Gir, Bernard Blier, Lino Ventura, Paul Frankeur, Serge Reggiani, Paul Meurisse, Noël Roquevert, Robert Dalban, Paul Guers et Daniel Ivernel.
Jacques Robert a été également un dialoguiste de cinéma et de télévision, on lui doit entre autres l'adaptation des dialogues dans Maigret voit rouge avec Jean Gabin, L'Œil du monocle avec Paul Meurisse, la série des Gorilles avec, tout d'abord, Lino Ventura (Le Gorille vous salue bien) puis Roger Hanin (La Valse du Gorille), les séries télévisées L'Homme de Suez avec Guy Marchand et Jo Gaillard avec Bernard Fresson.
L'un de ses derniers romans policiers, Les Invités, a été publié dans la collection Le Masque en 1982.

## Filmographie

### Scénariste

#### Cinéma
- 1954 : Les Intrigantes
- 1955 : Les Dents longues
- 1955 : La Madelon
- 1956 : Scandale à Milan
- 1957 : Le Feu aux poudres
- 1957 : Quand vient l'amour
- 1958 : Le Désordre et la Nuit
- 1958 : Le Gorille vous salue bien
- 1959 : Marie-Octobre
- 1959 : 125, rue Montmartre
- 1959 : La Valse du Gorille
- 1959 : Nathalie, agent secret
- 1960 : La Française et l'Amour, segment L'Adolescence
- 1960 : Le Gigolo
- 1961 : L'Affaire Nina B.
- 1961 : Le Monocle noir
- 1962 : L'assassin est dans l'annuaire
- 1962 : Le Septième Juré
- 1962 : L'Œil du Monocle
- 1963 : Une blonde comme ça
- 1963 : Maigret voit rouge
- 1963 : Scaramouche
- 1963 : L'Appartement des filles
- 1964 : Voir Venise et crever
- 1964 : Le Monocle rit jaune
- 1965 : Faites vos jeux, mesdames
- 1965 : Train d'enfer
- 1967 : Peau d'espion
- 1967 : Les Arnaud
- 1971 : Quelqu'un derrière la porte
- 1972 : épisode Le Joueur d'échecs de la série Les Évasions célèbres
- 1973 : Les Hommes
- 1975 :  Docteur Justice
- 1978 : Brigade mondaine
- 1986 : Champagne amer

## Théâtre
- 1961 : Marie-Octobre, adaptation théâtrale de Julien Duvivier et Henri Jeanson
- 1961 : Alcool, mise en scène Christian-Gérard, A.B.C.
- 1969 : Variations sur un meurtre, ou le Mort se lèvera, pièce en deux actes

## Œuvre littéraire
- L'Invitation à la vie, 1942
- Les Tragédiennes,	1944
- Marie-Octobre, 1948
- Les Dents longues, 1950
- La Machination, 1951
- Le Désordre et la Nuit, 1955
- Une tragédie parisienne, 1957
- Le Gigolo, 1959
- Les Femmes du monde, 1961
- L'Appartement des filles, 1963
- Les Bonnes Âmes, 1964
- Le Pétard du diable, 1965
- Roulette russe, 1966
- Le Dangereux Été, 1968
- Rupture, 1968
- La Dragée haute, 1969
- Si ma mémoire est bonne. 1, 1969
- Si ma mémoire est bonne. 2, Mon après-guerre, 1969
- Terreur à Tarragone, 1969
- Dictionnaire des Parisiens, 1970
- Les Cadets de Saumur, 1970
- Le Grand Serre, 1971
- Les Grandes Orgues, 1973
- À vous de jouer, Milord !, 1974
- Les Gens de l'immeuble, 1975
- Quelqu'un derrière la porte, 1975
- Si ma mémoire est bonne. 3, Ma clé des champs, 1976
- Les Démons de minuit, 1977
- La Femme dans l'ombre, 1979
- Les Invités, 1982 (Le Masque no 1 677)
- Le Méchant, 1984
- Adieu, cher poison, 1986
- L'Évasion d'Adolf Hitler, 1989
- Si ma mémoire est bonne. 4, les Stars de mes nuits, 1991

## Anthologie
- Anthologie de la Poésie russe (co-auteurs Emmanuel Rais et Jacques Robert), Éditions Bordas, novembre 1947.